# ラトビア人の一覧
ラトビア人の一覧（ラトビアじんのいちらん）は、著名なラトビア人を一覧化したものである。

## あ行
- ヤーコフ・アルクスニス（英語版） - ロシア帝国リヴォニア県（ロシア語版、英語版）の出身。赤軍空軍の司令官
- アーブラハム・ツェーヴィ・イーデルゾーン　Abraham Zevi Idelsohn - ユダヤ音楽学者
- マックス・ヴァインライヒ　（Max Weinreich） - イディッシュ語学者
  - ウリエル・ヴァインライヒ　（Uriel Weinreich） - 言語学者（ヴィルナ出身）
- ペトリス・ヴァスクス - 作曲家。本名はペーテリス・ワスクス（Pēteris Vasks）
- イオアキム・ヴァツェチス　（Jukums Vācietis，Иоаким Иоакимович Вацетис） - ソビエト連邦の軍人。軍司令官でもあった
- ヴァイラ・ヴィーチェ＝フレイベルガ
- グンティス・ウルマニス　Guntis Ulmanis - 政治家
- カールリス・ウルマニス　Kārlis Ulmanis - 政治家
- セルゲイ・エイゼンシュテイン　（Sergei Eisenstein、Sergej Ejzenštejn） - 映画監督。ユダヤ系
- ヨハン・エーアトマン　（Johann Eduard Erdmann）
- ハインツ・エアハルト　（Heinz Erhardt）
- アレクサンダー・フォン・エッティンゲン　Alexander von Oettingen - バルト・ドイツ人のルター派神学者
- インドゥリス・エムシス
- フリードリッヒ・エルムレル　Fridrikh Ermler (Fridrich Markovič Ermler), Friedrich Ermler (1898-1967) - 映画撮影技師。ユダヤ系。セルゲイ・ユトケーヴィチと共に様々なテーマの作品を作った（ ）
- ゲオルギス・オソーキンス （Georgijs Osokins） - ピアニスト
- ヴィルヘルム・オストヴァルト　（Wilhelm Friedrich Ostwald） - 物理化学者。物理化学分野の創始者の一人。触媒作用、化学平衡、反応速度の研究によりノーベル化学賞受賞
- ヴォルフガング・オストヴァルト　（Wolfgang Ostwald） - 化学者。コロイド化学の大成者

## か行
- カイザーリンク（カイザーリング）家
- エルネスツ・グルビス - プロテニス選手
- アレクセイ・クドリン
- バルバラ・ユリアーネ・クリューデナー/バルバラ・ユリヤ・クリューデネル（フィーティングホフ）　Baronin Beate Barbara Juliane von Krüdener/Barbara Julija Krjudener, née Vietinghoff
- ギドン・クレーメル　（Gidon Kremer） - ヴァイオリン奏者。ユダヤ系
- アナトリース・ゴルブノフス（アナトリー・ゴルブノフ）　Anatolij Gorbunovs  - 政治家

## さ行
- ミシャ・サークノフ - 総合格闘家。ロシア系ラトビア人
- ゲンリフ・シトルフ（ハインリヒ・フォン・シュトルヒ）　Heinrich (Friedrich) von Storch / Genrikh Shtorkh - 経済学者
- ユルギ・スタルテ - 歌手。リヴォニア人
- オスヴァルト・シュミーデベルク　(Johann Ernst) Oswald Schmiedeberg - 薬学者
- ウリャーナ・セミョーノヴァ　Uljana Semjonova - バスケットボール選手
- ソロモン・シェレシェフスキー - 記憶力にたけた人物。「記憶術師シィー」とも。

## た行
- ミハイル・タリ - チェスの世界チャンピオン（在位1960-61）。ユダヤ系。
- カルル・ダヴィドフ　Karl Davydov - 作曲家
- ロバート・レヴィナス・チムスキー　Robert Levinas Chimsky - 経済学・政治哲学者。ブダペスト学派の関連人物の一人
- アルフレート・ツァップ　Walter Alfred Zapp
- ユーリイ・トゥイニャーノフ
- バルクライ・ド・トーリ

## な行
- ウギス・ナステビッチ　Ugis Nastevics, Uģis Nastevičs - 写真家、日本語教師・翻訳通訳案内士、日良交流に活躍中。ラトビア系
- アロン・ニムツォヴィチ　Aron Nimzowitsch, Aron Isaevič Nimcovič - チェス選手。ユダヤ系
- ネッセルローデ家
  - カール・ロベルト・ネッセルローデ

## は行
- ライモンズ・パウルス - 作曲家。「百万本のバラ」など
- ジョーゼフ・ハーシュホーン - 財政家・絵画コレクター。ユダヤ系
- エリヤ・バスキン（Elya Baskin） - 俳優。
- アイザイア・バーリン　（Isaiah Berlin） - 政治哲学者・思想史家。ユダヤ系
- ミハイル・バリシニコフ　（Mikhail Baryshnikov） - バレエ・ダンサー
- ニコライ・ハルトマン　（Nicolai Hartmann）
- モリス・ハレ（ピンコヴィッツ）　Morris Halle (Pinkowitz) - 言語学者。ユダヤ系
- クリスティアーン・パンダー　（Christian (Heinrich) Pander）
- アンドリス・ビエドリンシュ　（Andris Biedrins） - バスケットボール選手。
- モリス・ヒルクィット（ヒルキット）　Morris Hilquit (Hilkowitz) - アメリカの弁護士・社会党指導者
- グジェゴシュ・フィテルベルク　Grzegorz Fitelberg - ポーランド系ユダヤ人のヴァイオリニスト
- ギンツ・ブーデ（英語版） - ファッションデザイナー
- ブックスヘーヴェデンのアルベルト　（Albert of Buxhoeveden）
- イングナ・ブターネ　en:Inguna Butane - モデル
- ボリス・ブルツクス　Boris Brutskus - 自由主義の農業経済学者。ユダヤ系
- ヴァルター・フォン・プレッテンベルク　de:Walter von Plettenberg - ドイツ騎士団長
- エルンスト・フォン・ベルクマン　（Ernst von Bergmann） - 外科医
  - グスタフ・フォン・ベルクマン　Gustav von Bergmann - 医学者
- ヴェルナー・ベルゲングリューン　（Werner Bergengruen） - 作家
- エドゥアルド・ベルジン（Eduards Bērziņš） - ソ連の軍人。チェキスト
- ヤン・アントノヴィチ・ベルジン（Jānis Bērziņš/Bērziņš-Ziemelis） - ソビエト連邦の外交官
- ヤン・カルロヴィチ・ベルジン（〃/Pēteris Ķuzis ） -  ソ連共産党の活動家でラーゲリ（強制収容所）の創設者。軍人ならびに諜報員としても活動していた
- ベンケンドルフ家　Benkendorf / Benckendorff - ドイツ系貴族

## ま行
- リーオ・マイケルソン　Leo Michelson - 画家。ユダヤ系
- ミッシャ・マイスキー　（Mischa Maisky） - チェロ奏者。ユダヤ系
- カールリス・ミーレンバハス Kārlis Mīlenbahs - 言語学者。
- ジクフリーツ・メイエロヴィッツ　（Zigfrīds Anna Meierovics） - 政治家。ユダヤ系
- メック家
  - カール・フォン・メック　Karl von Meck (1821-1876) - スモレンスク出身の女性ナジェジダ・フォン・メック（フロロフスキー Frolovsky）と結婚した

## や行
- マリス・ヤンソンス　（Mariss Jansons） - 指揮者。ユダヤ系

## ら行
- アルカージー・ライキン　Arkady Raikin - 芸能人。ユダヤ系
- ヴィリス・ラーツィス　Vilis Lācis (Latsis) - 作家・政治家
- ジーギスムント・フォン・ラデツキ　Sigismund von Radecki - 作家
- ギンタ・ラピシャ（英語版） - ファッションモデル
- ヤニス・ルーシス　Janis Lusis - 陸上競技選手
- ヤーコプ・レンツ　（Jakob (Michael Reinhold) Lenz）
- マーク・ロスコ　Mark Rothko (Rothkowitz) - 画家。ユダヤ系
- リーフェン家　Lieven

## わ行
- パウル・ヴァルデン - 化学者。溶媒和、加溶媒分解などの提唱、オストワルド＝ワルデン則、ワルデン反転の発見

## 在外、ラトビア系移民
- ウリエル・ヴァインライヒ　（Uriel Weinreich） - 言語学者
- フランセス・コンロイ
- ルー・アンドレアス・ザロメ（フランスからクールラントに移住し、ドイツ化したユグノーの家系）
- カール・ロベルト・ネッセルローデ　Karl Robert Nesselrode
- ボリス・プーゴ　（Boris Pugo）
- グスターヴ・ホルスト　（Gustav Holst）

## 関連項目

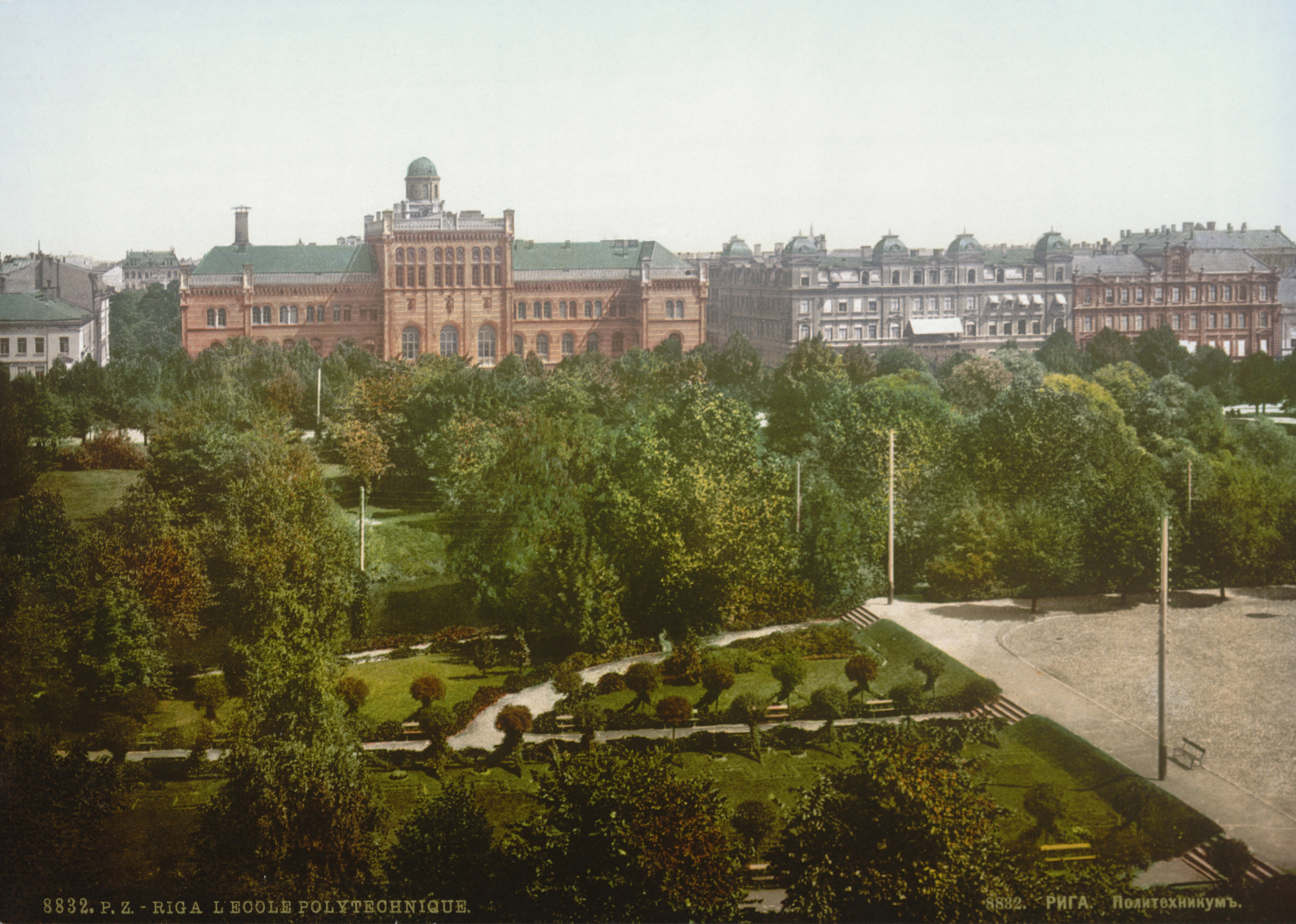
リガ工科大学（1862）